# 中河町
中河町（なかがわちょう）は静岡県島田市の町名。

## 地理
島田市の中部、島田地区のに位置する。東・北で元島田、西で旗指、南で大津通・祇園町・新田町・中央町と接する。初倉地区にある大字の「中河（なかがわ）」とは異なる。

### 河川
- 伊太谷川

## 歴史
東海道五十三次の23番目の宿場町である島田宿のあった島田地区（旧島田町）では通称地名が使用されていたものの、正式ではなかったため島田市○○○○番地と表記するようになっていた。それでは不便であったため、住居表示や町の新設事業、土地区画整理事業を行ってきた。

### 沿革
- 1889年（明治22年）4月1日 - 町村制の施行により、志太郡島田宿が単独で志太郡島田町となる[WEB 6]。
- 1948年（昭和23年）1月1日 – 島田町が市制施行し、島田市となる。
- 2005年（平成17年）2月14日 - 町の新設事業の実施に伴い、字なし及び伊太の各一部から中河町が新設される [WEB 7]。

## 施設
- 国立大学法人静岡大学 静岡大学教育学部附属島田中学校
- 島田市立島田第四小学校
- 社会福祉法人聖母福祉会 島田聖母保育園
- 島田市保健福祉センターはなみずき
- 静岡銀行島田東支店
- JAおおいがわ島田支店
- 一般社団法人島田市医師会
- 井上玩具煙火 本社
- スギドラッグ中河町店
- セブン-イレブン島田中河町店
- apollostation島田SS（株式会社西東が運営）
- 島田市営中河町住宅

## 交通

### バス
- しずてつジャストライン - 平日のみ運行
  - 金谷島田病院線：（金谷駅前 方面 - ）大津通り - 保健福祉センター（ - 島田市立総合医療センター 方面）
  - 島田静波線：（静波海岸入口 方面 - ）第二中学校入口 - 保健福祉センター（ - 島田市立総合医療センター 方面）
- 島田市コミュニティバス
  - 相賀線：（島田駅 方面 - ）大津通り - はなみずき入口 - はなみずき - 第二中学校入口（ - 上相賀 方面）
  - 島田駅東線：（島田駅 方面 - ）保健福祉センター（ - 島田駅南口 方面）
    - 異なる名称でも同一位置に停留所がある。（保健福祉センター/はなみずき、保健福祉センター入口/はなみずき入口）

### 道路
- 静岡県道55号島田停車場線
- 静岡県道217号伊久美元島田線
- 静岡県道381号島田岡部線
- 島田市道御仮屋中河町線（はなみずき通り）

## その他

### 学区
小学校・中学校の学区は以下の通りである。
| 番・番地等 | 小学校                 | 中学校                 |
| ---------- | ---------------------- | ---------------------- |
| 全域       | 島田市立島田第四小学校 | 島田市立島田第ニ中学校 |

### 警察
警察の管轄区域は以下の通りである。
| 番・番地等 | 警察署     | 交番・駐在所 |
| ---------- | ---------- | ------------ |
| 全域       | 島田警察署 | 稲荷交番     |

### WEB
1. ↑  “h02_22.csv”.   総務省 (2022年2月10日). 2025年7月20日閲覧。
2. ↑  “静岡県島田市中河町 (222093600)”.   人文学オープンデータ共同利用センター. 2025年7月20日閲覧。
3. ↑  “静岡県 > 島田市の郵便番号一覧 - 日本郵便株式会社”.   日本郵便. 2025年7月20日閲覧。
4. ↑  “市外局番の一覧”.   総務省 (2022年3月1日). 2025年7月20日閲覧。
5. ↑  “事業所案内及び管轄地域（事務所3件、分室3件）”.   一般社団法人静岡県自動車会議所. 2025年7月20日閲覧。
6. ↑  “historyofcities.pdf”.   静岡県総務部合併推進室・財団法人静岡県市町村振興協会. 2025年7月20日閲覧。
7. ↑  “R040327jyushokyusin.pdf”.   島田市 (2022年3月22日). 2025年7月20日閲覧。
8. ↑  “学区一覧 - 島田市公式ホームページ”.   島田市 (2024年4月1日). 2025年7月20日閲覧。
9. ↑  “稲荷交番｜静岡県警察”.   静岡県警察 (2023年7月18日). 2025年7月20日閲覧。